# Oxie distrikt
Oxie distrikt är ett distrikt i Malmö kommun och Skåne län. 
Distriktet ligger i sydöstra Malmö. 

## Tidigare administrativ tillhörighet
Distriktet inrättades 2016 och utgörs av en del av det område som Malmö stad omfattade till 1971, delen som före 1967 utgjorde socknarna Oxie, Glostorp och Lockarp.
Området motsvarar den omfattning Oxie församling hade 1999/2000 och fick 1983 efter att socknarnas församlingar gått samman.